# Aquel famoso Remington
Aquel famoso Remington és una pel·lícula mexicana estrenada el 23 de juliol de 1982, interpretada i dirigida per Gustavo Alatriste.

## Argument
Narra la història de "Don Rodolfo", sobrenomenat "El Remington", especialista en assassinats polítics. Va ser un famós pistoler faldiller sense escrúpols dels anys 1930, i pinxo a sou del govern d'aquell llavors, que mor tràgicament en un duel contra un militar que el perseguia des de temps enrere pels seus assassinats polítics, on els dos contendents es maten entre si quan coincideixen en una cantina.
El veritable nom de "El Remington" era Rodolfo Álvarez del Castillo y Rojas i va ser cunyat de María Félix, "La Doña".
El Remington va ser un pistoler a sou al servei del Govern d'aquell llavors.

## Repartiment
El repartiment de la pel·lícula és el següent:
- Ana Luisa Peluffo
- Sonia Infante
- Blanca Guerra
- Julissa
- Arlette Pacheco
- Noe Murayama
- Jorge Martínez de Hoyos
- Antonio Medellín
- Jorge Victoria
- Araceli Aguilar